# Как в старой сказке
Как в старой сказке (укр. Як в старій казці) — п'ятий номерний музичний альбом російського рок-гурту «Король и Шут», що вийшов восени 2001 року. На думку більшості фанатів, «Как в старой сказке» вважається найкращим альбомом за всю історію існування групи. Однією з особливостей альбому є використання нехарактерних для панку хард-рокових мотивів і рифів.

## Список композицій
1. «Гимн шута» — 5:00
2. «Проклятый старый дом» — 4:17
3. «Тайна хозяйки старинных часов» — 3:31
4. «Кузьма и барин» — 3:08
5. «Пират» — 3:55
6. «Скотный двор» — 2:22
7. «Возвращение колдуна» — 3:15
8. «Зловещий кузен» — 3:11
9. «Ответ» — 3:47
10. «Рогатый» — 3:15
11. «Двухголовый отпрыск» — 1:52
12. «Два монаха в одну ночь» — 2:01
13. «Кто это все придумал» — 2:57
14. «Пивной череп» — 3:00
15. «Парень и леший» — 4:10
16. «Похороны панка» — 2:19
17. «Воспоминания о былой любви» — 4:55

## Музиканти
- Вокал: — Михайло Горшеньов, Андрій Князєв та Марія Нефьодова
- Вірші: — Михайло Горшеньов та Андрій Князєв
- Гітара: — Яков Цвіргунов та Олександр Леонтьєв
- Барабани: — Олександр Щиголєв
- Бас: — Олександр Балунов
- Скрипка: — Марія Нефьодова